# NGC 4877
NGC 4877 ist eine Spiralgalaxie vom Hubble-Typ Sab im Sternbild Jungfrau auf der Ekliptik. Sie ist schätzungsweise 215 Millionen Lichtjahre von der Milchstraße entfernt und hat einen Durchmesser von etwa 140.000 Lj. Gemeinsam mit PGC 44645 und PGC 44990 bildet sie die kleine Galaxiengruppe LGG 320.
Im selben Himmelsareal befinden sich u. a. die Galaxien NGC 4856, NGC 4887, NGC 4902, NGC 4924.
Die Typ-Ia-Supernova SN 2010cp wurde hier beobachtet.
Das Objekt wurde am 8. Februar 1785 von Wilhelm Herschel mit einem 18,7-Zoll-Spiegelteleskop entdeckt, der sie dabei mit „pB, pL, mbM“ beschrieb.

## NGC 4877-Gruppe (LGG 320)
| Galaxie   | Alternativname | Entfernung/Mio. Lj |
| --------- | -------------- | ------------------ |
| NGC 4877  | PGC 44761      | 215                |
| PGC 44645 | MCG -02-33-080 | 217                |
| PGC 44990 | MCG -02-33-098 | 208                |